# Hohlfuß

Fußabdruck einer Person mit ausgeprägtem Hohlfuß, deutlich erkennbar am fehlenden Mittelfußbereich aufgrund des hohen Fußgewölbes

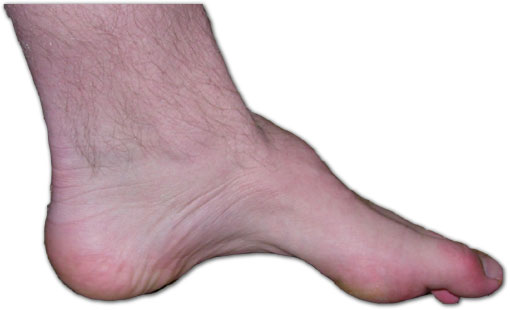
Ausgeprägter Hohlfuß eines Patienten mit vorliegender Polyneuropathie

Der Hohlfuß (lateinisch Pes cavus oder Pes excavatus) ist eine angeborene oder erworbene Fehlstellung des Fußes.

## Symptome und Beschwerden
Druckstellen an der höchsten Stelle des Spanns, an der Fußsohle des Ballens und den Zehen, was zu Fußschmerzen und zu Schwierigkeiten beim Gehen führen kann. Die Zehen sind stark gekrümmt und versteift. Am Ballen und am äußeren Rand verschleißen die Schuhe leicht. Verstauchungen kommen häufiger vor.

## Ursachen
Ein Hohlfuß ist meist angeboren, familiär. Andere Ursachen dafür sind Lähmungen, Friedreich-Ataxie (als „Friedreich-Fuß“) und Nervenschäden der Fußmuskeln. Auch eine Schwäche der Fußmuskeln und der Bänder kann die Ursache sein. Manchmal ist der Hohlfuß ein erstes Anzeichen einer Muskelschwäche bzw. Muskelerkrankung.

## Folgen und Komplikationen
Der unsichere Gang und das leichte Umknicken des Fußes begünstigen Stürze und Verstauchungen.

## Behandlung
Einlagen können das Fußgewölbe stützen und den Vorfuß entlasten. Schuhe mit einem hohen Schaft geben dem Fuß Halt und verhindern das Umknicken. Meist sind orthopädische Schuhe nötig. In schweren Fällen ist eine Operation möglich.